# NBA G League Finals Most Valuable Player Award
L'NBA G League Finals Most Valuable Player Award (MVP) è il premio conferito dalla NBA G League al miglior giocatore delle finali dei playoff, istituito nella stagione 2014-2015.

## Vincitori
| Stagione  | Nazionalità                                      | Giocatore                                        | Squadra                                          |
| --------- | ------------------------------------------------ | ------------------------------------------------ | ------------------------------------------------ |
| 2014-2015 | Stati Uniti                                      | Elliot Williams                                  | Santa Cruz Warriors                              |
| 2015-2016 | Stati Uniti                                      | Jarnell Stokes                                   | Sioux Falls Skyforce                             |
| 2016-2017 | Camerun                                          | Pascal Siakam                                    | Raptors 905                                      |
| 2017-2018 | Stati Uniti                                      | Nick Johnson                                     | Austin Spurs                                     |
| 2018-2019 | Germania Stati Uniti                             | Isaiah Hartenstein                               | Rio Grande Valley Vipers                         |
| 2019-2020 | Non assegnato a causa della Pandemia di COVID-19 | Non assegnato a causa della Pandemia di COVID-19 | Non assegnato a causa della Pandemia di COVID-19 |
| 2020-2021 | Stati Uniti                                      | Devin Cannady                                    | Lakeland Magic                                   |
| 2021-2022 | Stati Uniti                                      | Trevelin Queen                                   | Rio Grande Valley Vipers                         |
| 2022-2023 | Stati Uniti                                      | Jaden Springer                                   | Delaware Blue Coats                              |
| 2023-2024 | Francia                                          | Ousmane Dieng                                    | Oklahoma City Blue                               |